# Puchar Świata w Rugby 2023
Puchar Świata w Rugby 2023 – dziesiąta edycja Pucharu Świata, zawodów o randze mistrzostw świata w rugby union. Organizowany przez Francję turniej odbył się w dniach 8 września – 28 października 2023 roku na dziewięciu stadionach w całym kraju.
Tytułu skutecznie broniła reprezentacja Południowej Afryki, która w finale pokonała Nową Zelandię.

## Wybór organizatora

### Zainteresowanie
Zgodnie z ogłoszonym przez World Rugby w marcu 2015 roku harmonogramem wstępne zgłoszenia związków rugby chętnych do zorganizowania turnieju były przyjmowane od 14 maja do 15 czerwca 2015 roku, termin na złożenie oficjalnych kandydatur upłynał w czerwcu 2016 roku, zaś sam gospodarz miał zostać wybrany w maju 2017 roku. Mniej lub bardziej oficjalne zainteresowanie wyraziły Rosja, Argentyna, USA ewentualnie z Kanadą, Irlandia wraz z Irlandią Północną, RPA i Włochy.
W czerwcu 2015 roku odbyły się spotkania z pięcioma potencjalnymi gospodarzami, a na początku lipca 2015 roku ogłoszono, że swe zainteresowanie potwierdziły cztery związki: francuski, irlandzki, włoski i południowoafrykański, Amerykanie nie zdecydowali się jednak na ten krok. W upływającym 1 września 2016 roku terminie składania oficjalnych aplikacji złożyły je właśnie te cztery związki, jednocześnie data wyboru gospodarza została ustalona na listopad 2017 roku.

### Kandydatura francuska
W lutym 2017 roku Bernard Laporte, Serge Simon i Claude Atcher przedstawili wstępne założenia francuskiej kandydatury, na początkowej liście miast gospodarzy znalazło się wówczas dziewiętnaście miast, miesiąc później została ona ograniczona do dwunastu. W połowie maja tegoż roku Deloitte opublikował raport, w którym oszacowano wpływ turnieju na francuską gospodarkę na 2,4 miliarda euro, powstałoby kilkanaście tysięcy miejsc pracy, a kraj odwiedziłoby 450 tysięcy zagranicznych gości.
Podstawą tej aplikacji były 120 milionów GBP dla światowej federacji, nowe stadiony zbudowane na Mistrzostwa Europy w Piłce Nożnej 2016, specjalnie wyposażone pociągi TGV i ponadosiemdziesięcioprocentowe poparcie Francuzów, a została ona przekazana WR przez Laporte’a, Atchera i ambasadorów turnieju Sébastiena Chabala i Fabrice’a Estebaneza, jej kopie otrzymali także minister wydatków publicznych Gérald Darmanin, minister sportu Laura Flessel oraz prezydent Francji Emmanuel Macron. W tym czasie liczba obiektów została ograniczona do dziewięciu, bowiem katarscy właściciele nie chcieli zgodzić się na udostępnienie Parc des Princes.
We wrześniu 2017 roku przedstawiciele francuskiego komitetu kandydackiego oznajmili, mając rządowe gwarancje, iż są gotowi podwyższyć o jedną czwartą kwotę dla światowego związku – do 150 milionów GBP – by zwiększyć swe szanse na wybór, a w prezentacji przed Radą wzięli także udział Jean-Pierre Jouyet i synowie grającej we Francji nowozelandzkiej legendy rugby, Jonah Lomu.

### Kandydatura irlandzka
Pierwsze sygnały o irlandzkiej gotowości do goszczenia turnieju wyszły w listopadzie 2013 roku ze strony ówczesnego ministra sportu Irlandii Leo Varadkara. Irish Rugby Football Union oficjalnie ogłosił zamiar kandydowania 5 grudnia 2014 roku na konferencji z udziałem taoiseach Endy Kenny’ego i tánaiste Joan Burton oraz pierwszego ministra Petera Robinsona i zastępcę pierwszego ministra Irlandii Północnej Martina McGuinnessa. Prócz rządów Irlandii oraz Irlandii Północnej swoje wsparcie zapowiedział też, w postaci użyczenia stadionów, tradycyjnie niechętny nieirlandzkim sportom Gaelic Athletic Association. W komitecie nadzorującym przygotowanie kandydatury znaleźli się, prócz jej ambasadora Briana O’Driscolla, także działacze GAA, regionalnych i krajowego związku rugby, m.in. Dick Spring czy Hugo MacNeill.
Blisko tysiącstronicowy dokument aplikacyjny do siedziby WR dostarczyli taoiseach Enda Kenny, przedstawiciel Irlandii Północnej Malcolm McKibbin, Shane Ross, Brian O’Driscoll, trener irlandzkiej kadry Joe Schmidt i Stephen Hilditch. Atutem tej kandydatury prócz wyprzedanych biletów, doskonałej infrastruktury turystycznej, bliskości baz treningowych do obiektów meczowych, miał być także wzrost popularności tego sportu dzięki irlandzkiej diasporze, w szczególności czterdziestomilionowej w USA. Wpisowe na rzecz światowego związku było gwarantowane przez oba rządy, które traktowały tę ideę priorytetowo – w latach bezpośrednio poprzedzających i następujących po turnieju nie były planowane żadne wielkie imprezy sportowe, a wpływ na gospodarkę całej wyspy szacowany był na 1,5 miliarda euro. Kandydatura ta była inspirowana sukcesem organizacji RWC 2011 przez Nową Zelandię – kraj o podobnej populacji. Na wstępnej liście stadionów znalazło się prócz czterech typowo do rugby także osiem obiektów, których właścicielem było GAA.
Prezentację dla Rady prowadzili Leo Varadkar, już w roli premiera rządu irlandzkiego, David Sterling, szef Northern Ireland Civil Service, Brian O’Driscoll oraz działacze IRFU. Kandydaturę aktywnie popierali, pojawiając się w materiałach promocyjnych, m.in. Liam Neeson, Bono i U2, Niamh Briggs oraz Bob Geldof.

### Kandydatura południowoafrykańska
Wstępne zainteresowanie SARU ogłosił na początku marca 2015 roku, potwierdzając je trzy miesiące później. W kwietniu 2016 roku minister sportu Fikile Mbalula zabronił federacjom netballu, krykieta, rugby i lekkoatletyki ubiegania się o międzynarodowe imprezy z uwagi na zbyt małą liczbę czarnoskórych zawodników, jednak niecały rok później odwołał swoją decyzję deklarując poparcie rządu dla tej kandydatury, co potwierdził w maju 2017 roku kolejny minister sportu, Thulas Nxesi.
Złożona z końcem maja 2017 roku ponadośmiusetstronicowa aplikacja podkreślała brak konieczności inwestycji w infrastrukturę, co – w połączeniu z zakładaną liczbą 2,9 miliona dostępnych biletów – przekładało się na pewność zorganizowania rentowej imprezy. Dodatkowo analizy przygotowane przez Grant Thornton wskazywały, że wpływ turnieju na południowoafrykańską gospodarkę wyniesie 27,3 miliarda randów, powstanie ponad 38 tysięcy miejsc pracy, a wpływy podatkowe dla rządu osiągną 1,4 miliarda ZAR. Do rozegrania zawodów wyznaczono osiem stadionów w siedmiu miastach – wszystkie gościły Mistrzostwa Świata w Piłce Nożnej 2010. Na początku sierpnia 2017 roku ogłoszono uzyskanie wszelkich rządowych gwarancji – zarówno finansowych, jak i ze strony czterech ministerstw: handlu, spraw wewnętrznych, policji i sportu.
Dwunastoosobowa delegacja na prezentację przed Radą, oprócz przedstawicieli krajowego związku rugby, obejmowała obu dotychczasowych kapitanów Springboks triumfujących w finałach Pucharu Świata – Francoisa Pienaara i Johna Smita – oraz przedstawicieli rządu z ministrem sportu i wiceprezydentem RPA Cyrilem Ramaphosą. Akcentowała ona podwyższenie o jedną trzecią kwoty, która trafi dla World Rugby (do 160 milionów GBP), gwarantując jednocześnie osiem stadionów o minimalnej pojemności nie piętnastu, lecz ponad czterdziestu tysięcy widzów, a co za tym idzie zwiększenie liczby biletów o czterysta tysięcy w porównaniu do PŚ 2015.

### Wybór organizatora
Pod koniec maja 2016 roku proces wyboru gospodarza wkroczył w drugą fazę – fazę aplikacji. Obejmowała ona wymianę informacji w kluczowych aspektach, jak korzyści (sportowe, ekonomiczne czy turystyczne) z organizacji turnieju, kryteria oceny kandydatury, proces wyboru gospodarza czy wymogi światowego związku w celu dostarczenia kandydatom szczegółowych informacji potrzebnych do przygotowania oferty, a z drugiej strony zapewnienia World Rugby, że wszyscy potencjalni gospodarze są gotowi do spełnienia wymagań potrzebnych do organizacji takich zawodów. Częścią tego procesu było dostarczenie WR przeglądu najważniejszych informacji dotyczących finansowania, stadionów czy wsparcia rządowego, tak by spełniały siedem założonych przez niego celów (ekonomicznych, sportowych, wizerunkowych) w terminie do 1 września tego roku. Miały one być następnie zaopiniowane przez grupę techniczną WR oraz niezależnie zweryfikowane, po czym spełniające kryteria aplikacje przeszłyby do trzeciej fazy – fazy kandydackiej – 1 listopada 2016 roku. W zakładanym terminie składania oficjalnych aplikacji złożyły je cztery związki: FFR, IRFU, FIR i SARU. Jeszcze w sierpniu 2016 roku Włosi pracowali nad kandydaturą przedstawiając potencjalne stadiony, jednak pod koniec września 2016 roku kandydatura została cofnięta z uwagi na brak gwarancji rządowych co do sfinansowania przygotowań, propozycja była bowiem ściśle powiązana z wnioskiem o organizację w Rzymie Letnich Igrzysk Olimpijskich 2024, który to również został wycofany. W październiku 2016 roku ogłoszono zatem, że oficjalnymi kandydatami zostały związki francuski, irlandzki i południowoafrykański.
W marcu 2017 roku odbyły się pierwsze wizytacje i konsultacje w krajach kandydackich przed zaplanowanym na 1 czerwca oficjalnym zgłoszeniem aplikacji. W wyznaczonym terminie wszystkie trzy związki dostarczyły szczegółowe dokumenty potwierdzające chęć kandydowania oraz spełnianie warunków wymaganych przez WR. Następnie aplikacje te miały być szczegółowo przeanalizowane przez niezależnych biegłych i skwantyfikowane według zadanych kryteriów. Kolejnym krokiem była prezentacja dla Rady World Rugby 25 września, pod koniec października Zarząd przedstawił swoją rekomendację preferowanego kandydata, sam wybór gospodarza miał zostać podjęty przez Radę 15 listopada tego roku.
Trzydziestominutowe prezentacje, po których następowała dwudziestominutowa sesja pytań, zostały przedstawione Radzie kolejno przez delegację francuską, irlandzką, a następnie południowoafrykańską. Rugby World Cup Limited, zarządzająca organizacją turniejów o Puchar Świata, 31 października jednogłośnie zarekomendowała Radzie WR wybór Południowej Afryki na gospodarza PŚ 2023 bazując na obszernym raporcie oceniającym wszystkie trzy kandydatury.
| Kryterium                                           | Waga | RPA   | Francja | Irlandia |
| --------------------------------------------------- | ---- | ----- | ------- | -------- |
| Wizja i koncepcja turnieju                          | 10%  | 6,25  | 7,06    | 6,75     |
| Organizacja i harmonogram gier                      | 5%   | 3,91  | 3,75    | 3,44     |
| Stadiony i miasta gospodarze                        | 30%  | 26,63 | 22,88   | 21,75    |
| Infrastruktura                                      | 20%  | 15,50 | 13,75   | 13,63    |
| Finansowe, komercyjne i zobowiązania do rozwoju gry | 35%  | 26,69 | 28,44   | 26,69    |
| Ogółem                                              | 100% | 78,97 | 75,88   | 72,25    |

W kolejnych dniach obiekcje co do tego raportu, w szczególności do wysokiej oceny kandydatury południowoafrykańskiej, wyraził zarówno IRFU, jak i irlandzki minister sportu, Shane Ross, a także ze strony francuskiej Bernard Laporte, na które odpowiedział światowy związek.
Wbrew rekomendacji Rugby World Cup Limited, zarządzającej organizacją turniejów o Puchar Świata, Rada World Rugby wyznaczyła w drugiej turze głosowania Francję na gospodarza turnieju. Do zdobycia było trzydzieści dziewięć głosów najważniejszych związków rugby i organizacji kontynentalnych, związki kandydujące zostały wyłączone bowiem z głosowania. Prawdopodobny rozkład głosów przedstawił dziennik L’Équipe. Rozczarowanie tą decyzją wyrazili włodarze SARU, dla których – pomimo najwyższej oceny oraz rekomendacji – był to czwarty z rzędu przegrany konkurs, a także przedstawiciele irlandzkiego rugby, którzy otwarcie kwestionowali, czy mniejsze państwa mają w ogóle szansę na goszczenie turnieju tej rangi.
W maju 2018 roku ukazał się przygotowany przez BDO raport oceniający cały proces wyboru gospodarza jako profesjonalny i przejrzysty, będący znaczącym postępem od poprzedniego. Poziom transparentności, trzyfazowe podejście do kandydowania, a także publikacja szczegółowego raportu z oceny aplikacji powinny być zachowane w przyszłych takich procesach, jednocześnie raport ten sugerował większą rolę Rady w selekcji kryteriów oceny, zachowanie jej praw do wyboru gospodarza, choć przy publikacji poszczególnych szczegółów głosowania, zaś jeśli chodzi o raport z oceny aplikacji skupienie się na ocenie technicznej i ryzyka bez oceny punktowej czy też rekomendacji, przy jednoczesnym wyraźnym wskazaniu, czy wszyscy kandydaci zdolni są zorganizować taki turniej.

## Informacje ogólne
Komitet organizacyjny zawodów ustanowiono – po ceremonialnych podpisach, które złożyli Bernard Laporte i premier Édouard Philippe – w marcu 2018 roku podczas oficjalnej ceremonii przed meczem Pucharu Sześciu Narodów pomiędzy Francją i Anglią. Powołany on został dzięki współpracy trzech podmiotów – FFR 62%, państwo francuskie 37%, zaś pozostały jeden procent należał do CNOSF – w celu przygotowania, finansowania i zorganizowania wyjątkowej imprezy pod względem sportowym, technicznym i finansowym, promocji kraju na arenie międzynarodowej, współtworzenia programu spuścizny poturniejowej. World Rugby przeprowadzała następnie okresowe inspekcje postępów w przygotowaniach do zawodów.
W połowie listopada 2018 roku World Rugby przedstawiła logo zawodów oraz uruchomiła oficjalną stronę internetową, oficjalna turniejowa piłka przygotowana ponownie przez firmę Gilbert została przedstawiona na dwa lata przed jego rozpoczęciem. Medale – przygotowane przez Monnaie de Paris – zostały zaprezentowane na sto dni przed rozpoczęciem zawodów, a do ich wybicia użyto recyklingowanych materiałów z 206 tysięcy telefonów komórkowych. Do prowadzenia programu testów antydopingowych została wyznaczona Agence française de lutte contre le dopage. W ceremonię otwarcia zaangażowany był Jean Dujardin.
Nominowana do nadzorowania procesu wyboru oficjalnych touroperatorów Groupe Couleur spośród ponad stu aplikacji wybrała dwadzieścia trzy firmy z trzynastu krajów, w tym po raz pierwszy z Chin, Niemiec i Holandii.
Pod koniec marca 2021 roku francuski premier Jean Castex wraz z trzema ministrami (Jean-Michel Blanquer, Élisabeth Borne i Roxana Maracineanu) ogłosili start programu Campus 2023, dzięki któremu trzy tysiące osób w wieku od 18 do 30 roku życia odbędzie staż w klubach, ligach i komitetach pomagając im w profesjonalizacji ich działań i przygotowując je na napływ nowych zawodników ściągniętych do sportu dzięki organizacji tego turnieju. Był on częścią poturniejowej spuścizny pozostawiając po sobie nowe pokolenie działających w służbie sportu osób. Innym trwałym elementem pozostałym po turnieju miały być propagowanie i działania na rzecz zrównoważonego rozwoju, gospodarki cyrkularnej, inkluzji społecznej, równości płci oraz ochrony środowiska. Rekrutacja wolontariuszy rozpoczęła się w marcu 2022 roku.
Organizatorzy Pucharu Świata uruchomili także dodatkowe inicjatywy, jak: objazd specjalnie malowanego pociągu po 24 miastach Francji, Rugby World Cup France 2023 Players’ Committee, do którego oprócz przewodniczącego Johna Ealesa weszli także Philippe Sella, Yannick Jauzion, Gareth Thomas, David Pocock, Jessy Trémoulière oraz Iesinga Vunipola, matka Mako i Billy’ego, platformę car-sharingową, oficjalną grę fantasy czy strefy kibica. Oficjalne sklepy otwarto w dziesięciu francuskich miastach oraz w Tokio.
Na początku marca 2021 roku podany został orientacyjny harmonogram sprzedaży pierwszej transzy z zaplanowanej liczby 2,6 miliona biletów, jednocześnie uruchomiono też internetową stronę sprzedaży oraz umożliwiono rejestrację zainteresowanych wejściówkami osób. W pierwszej fazie – od 15 marca 2021 roku – do sprzedaży trafiły pakiety obejmujące mecze danej drużyny bądź na danym stadionie, najpierw dla zarejestrowanych kibiców – z czego pierwsze trzy dni zarezerwowane były dla posiadaczy kart Mastercard – oraz touroperatorów, od 6 kwietnia została ona otwarta dla zainteresowanych z całego świata. W kolejnych dniach liczba zarejestrowanych kibiców wzrosła do czterystu tysięcy i do pół miliona w dniu rozpoczęcia sprzedaży. Marcowa pula sześciuset tysięcy biletów została szybko wyprzedana, choć sygnalizowane były głosy niezadowolenia ze strony fanów na jakość systemu informatycznego, a cała kwietniowa transza kolejnych trzystu pięćdziesięciu tysięcy rozeszła się w ciągu pięciu godzin. Następne fazy sprzedaży – z jedną dobą zarezerwowaną dla zarejestrowanych kibiców – były uruchamiane 28 sierpnia 2021 roku (z dwupakami na mecze fazy grupowej i ćwierćfinały), 15 marca (z pozostałymi meczami fazy pucharowej) i 13 września 2022 roku – już z pojedynczymi biletami na wszystkie mecze na zasadzie „kto pierwszy, ten lepszy”. Przed tą ostatnią, w ramach której było dostępne ponad dwieście tysięcy wejściówek, ustalono ostatecznie ceny – najtańsze bilety fazy grupowej kosztowały 10 euro, a na ćwierćfinały, półfinały i finał odpowiednio 75, 80 i 100 EUR. Z kolei najdroższe na finał wyceniono na 950, mecz otwarcia i półfinały 550, a rywalizację w grupach na 300 euro. Podobnie jak przy poprzednich kilku edycjach organizatorzy rozpoczęli kampanię zniechęcającą do zakupu biletów od nieautoryzowanych dystrybutorów i zapowiedziano utworzenie platformy do wymiany lub odsprzedaży biletów po cenie zakupu, której uruchomienie zostało zapowiedziane na styczeń 2023 roku.
W marcu 2019 roku rozpoczęto proces wyboru baz dla uczestniczących w turnieju reprezentacji. Aplikacje złożyło osiemdziesiąt dziewięć ośrodków z całego kraju, a dwoma podstawowymi kryteriami były: wysokiej klasy obiekty przygotowawczo-treningowe oraz optymalizacja podróży na mecze fazy grupowej z naciskiem na transport kolejowy – zgodnie z założeniami zmniejszania śladu węglowego. Każdy zespół otrzymał do wyboru trzy kandydatury, w połowie listopada 2022 roku przedstawiono wybrane przez dziewiętnaście reprezentacji bazy ulokowane w dziewięciu regionach Francji, zaś lista została sfinalizowana pod koniec tego miesiąca, gdy swojego wyboru dokonała Portugalia – ostatni zakwalifikowany zespół.
W sierpniu 2023 roku World Rugby poinformowała o uruchomieniu platformy streamingowej nazwanej RugbyPass TV, miesiąc wcześniej wystartował zaś podcast.
Organizatorzy zapewniali, iż mają plany zapewnienienia bezpieczeństwa i płynnego przeprowadzenia zawodów w razie strajków czy protestów. Część kibiców opuściła nawet do dwudziestu minut meczów pierwszego weekendu – Anglia-Argentyna i Rumunia-Irlandia – dzięki przepełnionej komunikacji miejskiej, a przede wszystkim z powodu długich kolejek przed wejściem na stadion, które spowodowały tłok i chaos. Działacze światowego związku przeprosili za zaistniałą sytuację wyznaczając jednocześnie większą liczbę wolontariuszy do obsługi wchodzących widzów.

## Terminarz
World Rugby, w porozumieniu z komitetem organizacyjnym i związkiem zawodników, 22 lutego 2021 roku ustaliła ramy czasowe turnieju – mecz otwarcia zaplanowany został na 8 września, a finał na 28 października 2023 roku, oba na Stade de France. Po raz pierwszy wszystkie zespoły miały zagwarantowane minimum pięć dni odpoczynku pomiędzy spotkaniami, przez co faza grupowa została wydłużona o jeden tydzień. Cztery dni później przedstawiono terminarz zawodów, po raz pierwszy z wolnymi poniedziałkami i wtorkami. Faza grupowa trwać będzie od 8 września do 8 października, mecze ćwierćfinałowe odbędą się w dniach 14 i 15 października, półfinały w dniach 20 i 21 października, mecz o trzecie miejsce rozegrany zostanie 27 października, finał zaś dzień później. Wraz z uruchomieniem sprzedaży biletów 15 marca 2021 roku potwierdzono godziny rozpoczęcia meczów – uwzględniając strefy czasowe na kluczowych rynkach. Połowa ze spotkań została zaplanowana do rozegrania o godzinie 21, tradycyjnej dla francuskiej kultury rugby.

## Uczestnicy

### Kwalifikacje
Pomimo informacji pochodzących od członków władz światowego związku dotyczących zwiększenia liczby startujących reprezentacji do dwudziestu czterech, ostatecznie jednak w turnieju głównym uczestniczyć będzie dwadzieścia zespołów. Automatyczny awans uzyskało dwanaście drużyn, które w swoich grupach Pucharu Świata 2019 zajęły jedno z trzech pierwszych miejsc. O pozostałe osiem miejsc zostały rozegrane kilkustopniowe eliminacje. Ramowy schemat kwalifikacji został ogłoszony na początku czerwca 2020 roku. Te miejsca podzielono według następującego klucza geograficznego: po dwa miejsca przyznano Europie i Ameryce (Południowej wspólnie z Północną), po jednym przydzielono Oceanii i Afryce. Ponadto kwalifikację uzyska także zwycięzca dwumeczu pomiędzy drugą drużyną z Oceanii i najlepszą drużyną z Azji oraz zwycięzca czterozespołowego turnieju kończącego eliminacje, którego stawką będzie ostatnie miejsce w Pucharze Świata (z udziałem trzecich drużyn z Europy i Ameryki, drugiej drużyny z Afryki oraz przegranego w dwumeczu między drużynami z Azji i Oceanii).
Ponownie w kwalifikacjach europejskich doszło do perturbacji: Hiszpania, która wywalczyła awans jako Europa 2 została pozbawiona punktów za udział w dwóch jej meczach zawodnika nieuprawnionego do reprezentowania kraju, w związku z czym jej miejsce zajęła Rumunia.

### Zakwalifikowane drużyny
| Drużyna                | Podstawa kwalifikacji                            | Liczba występów | Najlepszy wynik                                               | Ostatni występ |
| ---------------------- | ------------------------------------------------ | --------------- | ------------------------------------------------------------- | -------------- |
| Francja                | gospodarz                                        | 9               | wicemistrzostwo (1987, 1999, 2011)                            | 2019           |
| Południowa Afryka      | miejsca 1–3 w fazie grupowej Pucharu Świata 2019 | 7               | mistrzostwo (1995, 2007, 2019)                                | 2019           |
| Anglia                 | miejsca 1–3 w fazie grupowej Pucharu Świata 2019 | 9               | mistrzostwo (2003)                                            | 2019           |
| Nowa Zelandia          | miejsca 1–3 w fazie grupowej Pucharu Świata 2019 | 9               | mistrzostwo (1987, 2011, 2015)                                | 2019           |
| Walia                  | miejsca 1–3 w fazie grupowej Pucharu Świata 2019 | 9               | III miejsce (1987)                                            | 2019           |
| Japonia                | miejsca 1–3 w fazie grupowej Pucharu Świata 2019 | 9               | ćwierćfinał (2019)                                            | 2019           |
| Australia              | miejsca 1–3 w fazie grupowej Pucharu Świata 2019 | 9               | mistrzostwo (1991, 1999)                                      | 2019           |
| Irlandia               | miejsca 1–3 w fazie grupowej Pucharu Świata 2019 | 9               | ćwierćfinał (1987, 1991, 1995, 1999, 2003, 2011, 2015, 2019)  | 2019           |
| Szkocja                | miejsca 1–3 w fazie grupowej Pucharu Świata 2019 | 9               | IV miejsce (1991)                                             | 2019           |
| Włochy                 | miejsca 1–3 w fazie grupowej Pucharu Świata 2019 | 9               | faza grupowa                                                  | 2019           |
| Argentyna              | miejsca 1–3 w fazie grupowej Pucharu Świata 2019 | 9               | III miejsce (2007)                                            | 2019           |
| Fidżi                  | miejsca 1–3 w fazie grupowej Pucharu Świata 2019 | 8               | ćwierćfinał (1987, 2007)                                      | 2019           |
| Samoa (Oceania 1)      | kwalifikacje w Oceanii                           | 8               | faza grupowa (1991, 1995, 1999, 2003, 2007, 2011, 2015, 2019) | 2019           |
| Urugwaj (Ameryka 1)    | kwalifikacje w Ameryce                           | 4               | faza grupowa (1999, 2003, 2015, 2019)                         | 2019           |
| Gruzja (Europa 1)      | kwalifikacje w Europie                           | 5               | faza grupowa (2003, 2007, 2011, 2015, 2019)                   | 2019           |
| Rumunia (Europa 2)     | kwalifikacje w Europie                           | 8               | faza grupowa (1987, 1991, 1995, 1999, 2003, 2007, 2011, 2015) | 2015           |
| Namibia (Afryka 1)     | kwalifikacje w Afryce                            | 6               | faza grupowa (1999, 2003, 2007, 2011, 2015, 2019)             | 2019           |
| Chile (Ameryka 2)      | kwalifikacje w Ameryce                           | 0               | –                                                             | –              |
| Tonga (Azja/Pacyfik 1) | play-off Azja/Pacyfik                            | 8               | faza grupowa (1987, 1995, 1999, 2003, 2007, 2011, 2015, 2019) | 2019           |
| Portugalia (baraż)     | baraż                                            | 1               | faza grupowa (2007)                                           | 2007           |

### Losowanie grup
Pod koniec stycznia 2020 roku World Rugby ogłosił, iż rozstawienie zespołów według aktualnego rankingu i losowanie grup odbędzie się w Paryżu po zakończeniu listopadowej serii testmeczów. Na początku października 2020 roku przesunięto ten termin o dwa tygodnie ustalając datę losowania na 14 grudnia tego roku w paryskim Palais Brongniart. W związku z pandemią COVID-19 i faktem, że niektóre z reprezentacji nie rozegrały w roku 2020 ani jednego spotkania, automatycznie zakwalifikowane drużyny zostały podzielone na trzy koszyki według rankingu World Rugby nie z dnia losowania, lecz na dzień 1 stycznia 2020 roku, w pozostałych dwóch koszykach znalazły się natomiast zespoły, które walczyły w kwalifikacjach.
| Koszyk 1          |
| ----------------- |
| Południowa Afryka |
| Nowa Zelandia     |
| Anglia            |
| Walia             |

| Koszyk 2  |
| --------- |
| Irlandia  |
| Australia |
| Francja   |
| Japonia   |

| Koszyk 3  |
| --------- |
| Szkocja   |
| Argentyna |
| Fidżi     |
| Włochy    |

| Koszyk 4       |
| -------------- |
| Oceania 1      |
| Europa 1       |
| Ameryka 1      |
| Azja/Pacyfik 1 |

| Koszyk 5  |
| --------- |
| Afryka 1  |
| Europa 2  |
| Ameryka 2 |
| Baraż     |

Losowanie przeprowadzili znani przedstawiciele francuskiej kultury: Yann Arthus-Bertrand, Jean Dujardin, Christian Louboutin, Alice Renavand, Guy Savoy i Jean-Michel Wilmotte i w jego wyniku powstały cztery pięciozespołowe grupy.
| Grupa A           |
| ----------------- |
| Nowa Zelandia     |
| Francja           |
| Włochy            |
| Urugwaj Ameryka 1 |
| Namibia Afryka 1  |

| Grupa B              |
| -------------------- |
| Południowa Afryka    |
| Irlandia             |
| Szkocja              |
| Tonga Azja/Pacyfik 1 |
| Rumunia Europa 2     |

| Grupa C          |
| ---------------- |
| Walia            |
| Australia        |
| Fidżi            |
| Gruzja Europa 1  |
| Portugalia baraż |

| Grupa D         |
| --------------- |
| Anglia          |
| Japonia         |
| Argentyna       |
| Samoa Oceania 1 |
| Chile Ameryka 2 |

### Składy
Każda reprezentacja uczestnicząca w turnieju mogła wystawić drużynę składającą się z trzydziestu trzech zawodników. Termin przesyłania składów do World Rugby upływał 28 sierpnia 2023 roku. Po tym terminie zgłoszony gracz mógł być zastąpiony za zgodą World Rugby jedynie w przypadku kontuzji. Raz zastąpiony zawodnik nie mógł ponownie zagrać w turnieju, a zastępujący go gracz uprawniony był do wzięcia udziału w meczu po upływie 48 godzin.

## Sędziowie
W maju 2023 roku światowy związek podał listę arbitrów wyznaczonych do sędziowania zbliżającego się turnieju – dwunastu sędziów głównych oraz po siedmiu bocznych i telewizyjnych. Wśród nich byli Gruzin Nika Amaszukeli, który tym samym jest jedynym arbitrem tych zawodów pochodzącym spoza najbardziej rozwiniętych pod względem sportowym krajów, Joy Neville jako pierwsza kobieta w panelu na męski Puchar Świata, a także Wayne Barnes, dla którego będzie to piąty turniej tej rangi. Natomiast w lipcu tegoż roku wyznaczono osoby odpowiedzialne za utrzymywanie dyscypliny i karanie za nieprzestrzeganie zasad gry. Przydzielenie sędziów do meczów fazy grupowej nastąpiło 22 sierpnia, tydzień wcześniej przedstawiono zaś ich stroje.
|  | Sędziowie główni - Nika Amaszukeli - Wayne Barnes - Nic Berry - Andrew Brace - Matthew Carley - Karl Dickson - Angus Gardner - Ben O’Keeffe - Luke Pearce - Jaco Peyper - Mathieu Raynal - Paul Williams | Sędziowie boczni - Chris Busby - Pierre Brousset - James Doleman - Craig Evans - Andrea Piardi - Christophe Ridley - Jordan Way | Sędziowie TV - Brett Cronan - Tom Foley - Marius Jonker - Brian MacNeice - Joy Neville - Brendon Pickerill - Ben Whitehouse |

## Stadiony
Planowane jest rozegranie turnieju na dziewięciu stadionach położonych we Francji:
| Nazwa                                                 | Miejscowość               | Pojemność |
| ----------------------------------------------------- | ------------------------- | --------- |
| Stade Matmut-Atlantique (pod nazwą Stade de Bordeaux) | Bordeaux                  | 42000     |
| OL Stadium                                            | Décines-Charpieu (Lyon)   | 59000     |
| Stade Vélodrome (pod nazwą Stade de Marseille)        | Marsylia                  | 67000     |
| Stade de la Beaujoire                                 | Nantes                    | 37500     |
| Allianz Riviera (pod nazwą Stade de Nice)             | Nicea                     | 35000     |
| Stade de France                                       | Saint-Denis (Paryż)       | 80000     |
| Stade Geoffroy-Guichard                               | Saint-Étienne             | 42000     |
| Stadium de Toulouse                                   | Tuluza                    | 33000     |
| Stade Pierre-Mauroy                                   | Villeneuve-d’Ascq (Lille) | 50000     |

## Faza grupowa
Dwadzieścia zespołów uczestniczących w Pucharze Świata podzielonych zostało podczas losowania 14 grudnia 2020 roku na cztery grupy liczące po pięć drużyn. O awansie do ćwierćfinału dwóch najlepszych z każdej grupy drużyn decydowała suma punktów zgromadzonych w czterech meczach rozgrywanych w grupie systemem kołowym. Zwycięzca meczu zyskiwał cztery punkty, za remis przysługiwały dwa punkty, porażka nie była punktowana, a zdobycie przynajmniej czterech przyłożeń lub przegrana nie więcej niż siedmioma punktami premiowana była natomiast punktem bonusowym. W przypadku równej liczby punktów, o tym, która drużyna zostanie wyżej sklasyfikowana decydowało kolejno:
1. wynik meczu pomiędzy zainteresowanymi drużynami;
2. lepsza różnica punktów zdobytych i straconych we wszystkich meczach grupowych;
3. lepsza różnica przyłożeń zdobytych i straconych we wszystkich meczach grupowych;
4. liczba punktów zdobytych we wszystkich meczach grupowych;
5. liczba przyłożeń zdobytych we wszystkich meczach grupowych;
6. ranking World Rugby z 2 października 2023 roku.

### Grupa A
| 8 września 202321:15 CEST (UTC+2) | Francja                                     | 27:13(9:8) | Nowa Zelandia                | Stade de France, Saint-Denis Widzów: 78 750 Sędzia: Jaco Peyper |
| 8 września 202321:15 CEST (UTC+2) | Ramos 17 (pd 5K) Jaminet 5 (P) Penaud 5 (P) | 27:13(9:8) | Teleʻa 10 (2P) Moʻunga 3 (K) | Stade de France, Saint-Denis Widzów: 78 750 Sędzia: Jaco Peyper |
| 8 września 202321:15 CEST (UTC+2) | Jordan                                      | 27:13(9:8) |                              | Stade de France, Saint-Denis Widzów: 78 750 Sędzia: Jaco Peyper |

| 9 września 202313:00 CEST (UTC+2) | Włochy | 52:8(17:8) | Namibia                      | Stade Geoffroy-Guichard, Saint-Étienne Widzów: 35 515 Sędzia: Andy Brace |
| 9 września 202313:00 CEST (UTC+2) | Allan 17 (7pd K) Cannone 5 (P) Capuozzo 5 (P) Faiva 5 (P) Garbisi 5 (P) Lamb 5 (P) Odogwu 5 (P) Zuliani 5 (P) | 52:8(17:8) | Mouton 5 (P) Swanepoel 3 (K) | Stade Geoffroy-Guichard, Saint-Étienne Widzów: 35 515 Sędzia: Andy Brace |
| 9 września 202313:00 CEST (UTC+2) | Van Jaarsveld                                                                                                 | 52:8(17:8) |                              | Stade Geoffroy-Guichard, Saint-Étienne Widzów: 35 515 Sędzia: Andy Brace |

| 14 września 202321:00 CEST (UTC+2) | Francja                                                             | 27:12(13:5) | Urugwaj                                     | Stade Pierre-Mauroy, Villeneuve-d’Ascq Widzów: 50 096 Sędzia: Ben O’Keeffe |
| 14 września 202321:00 CEST (UTC+2) | Jaminet 12 (3pd 2K) Bielle-Biarrey 5 (P) Hastoy 5 (P) Mauvaka 5 (P) | 27:12(13:5) | Amaya 5 (P) Freitas 5 (P) Etcheverry 2 (pd) | Stade Pierre-Mauroy, Villeneuve-d’Ascq Widzów: 50 096 Sędzia: Ben O’Keeffe |
| 14 września 202321:00 CEST (UTC+2) | Taofifénua                                                          | 27:12(13:5) |                                             | Stade Pierre-Mauroy, Villeneuve-d’Ascq Widzów: 50 096 Sędzia: Ben O’Keeffe |

| 15 września 202321:00 CEST (UTC+2) | Nowa Zelandia | 71:3(38:3) | Namibia         | Stadium de Toulouse, Tuluza Widzów: 31 996 Sędzia: Luke Pearce |
| 15 września 202321:00 CEST (UTC+2) | McKenzie 26 (2P 8pd) Roigard 10 (2P) Clarke 5 (P) Faingaʻanuku 5 (P) De Groot 5 (P) Havili 5 (P) Ioane 5 (P) Lienert-Brown 5 (P) Papaliʻi 5 (P) | 71:3(38:3) | Swanepoel 3 (K) | Stadium de Toulouse, Tuluza Widzów: 31 996 Sędzia: Luke Pearce |
| 15 września 202321:00 CEST (UTC+2) | De Groot | 71:3(38:3) |                 | Stadium de Toulouse, Tuluza Widzów: 31 996 Sędzia: Luke Pearce |

| 20 września 202317:45 CEST (UTC+2) | Włochy                                                                                       | 38:17(7:17) | Urugwaj                                                  | Stade de Nice, Nicea Sędzia: Angus Gardner |
| 20 września 202317:45 CEST (UTC+2) | Allan 10 (5pd) Brex 5 (P) L. Cannone 5 (P) Ioane 5 (P) Lamaro 5 (P) Pani 5 (P) Garbisi 3 (K) | 38:17(7:17) | Etcheverry 5 (pd dg) Freitas 5 (P) karne przyłożenie – 7 | Stade de Nice, Nicea Sędzia: Angus Gardner |
| 20 września 202317:45 CEST (UTC+2) | N. Cannone · Fischetti                                                                       | 38:17(7:17) | Vilaseca                                                 | Stade de Nice, Nicea Sędzia: Angus Gardner |

| 21 września 202321:00 CEST (UTC+2) | Francja | 96:0(54:0) | Namibia | Stade de Marseille, Marsylia Sędzia: Matthew Carley |
| 21 września 202321:00 CEST (UTC+2) | Ramos 24 (12pd) Penaud 15 (3P) Bielle-Biarrey 10 (2P) Danty 10 (2P) Ollivon 10 (2P) Couilloud 5 (P) Dupont 5 (P) Flament 5 (P) Jaminet 5 (P) karne przyłożenie – 7 | 96:0(54:0) |         | Stade de Marseille, Marsylia Sędzia: Matthew Carley |
| 21 września 202321:00 CEST (UTC+2) | Benade · Deysel | 96:0(54:0) |         | Stade de Marseille, Marsylia Sędzia: Matthew Carley |

| 27 września 202317:45 CEST (UTC+2) | Urugwaj                                                                                  | 36:26(12:20) | Namibia                                           | OL Stadium, Décines-Charpieu Sędzia: Mathieu Reynal |
| 27 września 202317:45 CEST (UTC+2) | Amaya 10 (2P) Etcheverry 6 (3pd) Arata 5 (P) Basso 5 (P) Berchesi 5 (pd K) Kessler 5 (P) | 36:26(12:20) | Swanepoel 16 (2pd 4K) Greyling 5 (P) Mouton 5 (P) | OL Stadium, Décines-Charpieu Sędzia: Mathieu Reynal |
| 27 września 202317:45 CEST (UTC+2) | Dosantos                                                                                 | 36:26(12:20) | Coetzee · Uanivi · Sethie                         | OL Stadium, Décines-Charpieu Sędzia: Mathieu Reynal |

| 29 września 202321:00 CEST (UTC+2) | Nowa Zelandia | 96:17(49:3) | Włochy                                                  | OL Stadium, Décines-Charpieu Sędzia: Matthew Carley |
| 29 września 202321:00 CEST (UTC+2) | Moʻunga 18 (9pd) Smith 15 (3P) McKenzie 13 (P 4pd) Coles 10 (2P) Jordan 10 (2P) Savea 10 (2P) Lienert-Brown 5 (P) Papaliʻi 5 (P) Retallick 5 (P) Teleʻa 5 (P) | 96:17(49:3) | Allan 5 (pd K) Capuozzo 5 (P) Ioane 5 (P) Gabisi 2 (pd) | OL Stadium, Décines-Charpieu Sędzia: Matthew Carley |

| 5 października 202321:00 CEST (UTC+2) | Nowa Zelandia | 73:0(26:0) | Urugwaj | OL Stadium, Décines-Charpieu Sędzia: Wayne Barnes |
| 5 października 202321:00 CEST (UTC+2) | Faingaʻanuku 15 (3P) Moʻunga 15 (P 5pd) McKenzie 14 (2P 2pd) Jordan 10 (2P) Newell 5 (P) Roigard 5 (P) Williams 5 (P) B. Barrett 4 (2pd) | 73:0(26:0) |         | OL Stadium, Décines-Charpieu Sędzia: Wayne Barnes |

| 6 października 202321:00 CEST (UTC+2) | Francja | 60:7(31:0) | Włochy                     | OL Stadium, Décines-Charpieu Sędzia: Karl Dickson |
| 6 października 202321:00 CEST (UTC+2) | Ramos 20 (P 6pd K) Penaud 10 (2P) Moefana 10 (2P) Bielle-Biarrey 5 (P) Jalibert 5 (P) Jaminet 5 (pd K) Mauvaka 5 (P) | 60:7(31:0) | Zuliani 5 (P) Allan 2 (pd) | OL Stadium, Décines-Charpieu Sędzia: Karl Dickson |

### Grupa B
| 9 września 202315:30 CEST (UTC+2) | Irlandia | 82:8(33:8) | Rumunia        | Stade de Bordeaux, Bordeaux Widzów: 41 170 Sędzia: Nika Amaszukeli |
| 9 września 202315:30 CEST (UTC+2) | Sexton 24 (2P 7pd) Aki 10 (2P) Beirne 10 (2P) O’Mahony 10 (2P) Crowley 8 (4pd) Gibson-Park 5 (P) Herring 5 (P) Keenan 5 (P) McCarthy 5 (P) | 82:8(33:8) | Rupanu 8 (P K) | Stade de Bordeaux, Bordeaux Widzów: 41 170 Sędzia: Nika Amaszukeli |
| 9 września 202315:30 CEST (UTC+2) | Simionescu | 82:8(33:8) |                | Stade de Bordeaux, Bordeaux Widzów: 41 170 Sędzia: Nika Amaszukeli |

| 10 września 202317:45 CEST (UTC+2) | Południowa Afryka                                         | 18:3(6:3) | Szkocja       | Stade de Marseille, Marsylia Widzów: 63 586 Sędzia: Angus Gardner |
| 10 września 202317:45 CEST (UTC+2) | Libbok 6 (2K) Arendse 5 (P) Du Toit 5 (P) De Klerk 2 (pd) | 18:3(6:3) | Russell 3 (K) | Stade de Marseille, Marsylia Widzów: 63 586 Sędzia: Angus Gardner |

| 16 września 202321:00 CEST (UTC+2) | Irlandia | 59:16(31:13) | Tonga                          | Stade de la Beaujoire, Nantes Widzów: 31 673 Sędzia: Wayne Barnes |
| 16 września 202321:00 CEST (UTC+2) | Sexton 16 (P 4pd K) Aki 10 (2P) Byrne 8 (4pd) Beirne 5 (P) Doris 5 (P) Hansen 5 (P) Herring 5 (P) Lowe 5 (P) | 59:16(31:13) | Havili 11 (pd 3K) Fifita 5 (P) | Stade de la Beaujoire, Nantes Widzów: 31 673 Sędzia: Wayne Barnes |
| 16 września 202321:00 CEST (UTC+2) | O’Mahony | 59:16(31:13) |                                | Stade de la Beaujoire, Nantes Widzów: 31 673 Sędzia: Wayne Barnes |

| 17 września 202315:00 CEST (UTC+2) | Południowa Afryka | 76:0(33:0) | Rumunia | Stade de Bordeaux, Bordeaux Sędzia: Mathieu Raynal |
| 17 września 202315:00 CEST (UTC+2) | Reinach 15 (3P) Mapimpi 15 (3P) Willemse 15 (P 5pd) Williams 10 (2P) Fourie 5 (P) Le Roux 5 (P) De Klerk 4 (2pd) karne przyłożenie – 7 | 76:0(33:0) |         | Stade de Bordeaux, Bordeaux Sędzia: Mathieu Raynal |

| 23 września 202321:00 CEST (UTC+2) | Południowa Afryka        | 8:13(3:7) | Irlandia                                   | Stade de France, Saint-Denis Widzów: 78 542 Sędzia: Ben O’Keeffe |
| 23 września 202321:00 CEST (UTC+2) | Kolbe 5 (P) Libbok 3 (K) | 8:13(3:7) | Hansen 5 (P) Sexton 5 (pd K) Crowley 3 (K) | Stade de France, Saint-Denis Widzów: 78 542 Sędzia: Ben O’Keeffe |

| 24 września 202317:45 CEST (UTC+2) | Szkocja | 45:17(24:10) | Tonga                                      | Stade de Nice, Nicea Widzów: 33 189 Sędzia: Karl Dickson |
| 24 września 202317:45 CEST (UTC+2) | Russell 10 (5pd) Darge 5 (P) Graham 5 (P) Horne 5 (P) Kinghorn 5 (P) Steyn 5 (P) Turner 5 (P) Van der Merwe 5 (P) | 45:17(24:10) | Kata 5 (P) Havili 5 (pd K) Tameifuna 5 (P) | Stade de Nice, Nicea Widzów: 33 189 Sędzia: Karl Dickson |
| 24 września 202317:45 CEST (UTC+2) | Taumoepeau · Fifita                                                                                               | 45:17(24:10) |                                            | Stade de Nice, Nicea Widzów: 33 189 Sędzia: Karl Dickson |

| 30 września 202321:00 CEST (UTC+2) | Szkocja | 84:0(42:0) | Rumunia | Stade Pierre-Mauroy, Villeneuve-d’Ascq Sędzia: Wayne Barnes |
| 30 września 202321:00 CEST (UTC+2) | Healy 27 (P 11pd) Graham 20 (4P) Darge 5 (P) Fagerson 5 (P) Harris 5 (P) Matthews 5 (P) Price 5 (P) Smith 5 (P) Watson 5 (P) Horne 2 (pd) | 84:0(42:0) |         | Stade Pierre-Mauroy, Villeneuve-d’Ascq Sędzia: Wayne Barnes |
| 30 września 202321:00 CEST (UTC+2) | Irimescu · Roșu · Simionescu | 84:0(42:0) |         | Stade Pierre-Mauroy, Villeneuve-d’Ascq Sędzia: Wayne Barnes |

| 1 października 202321:00 CEST (UTC+2) | Południowa Afryka | 49:18(21:8) | Tonga                                                     | Stade de Marseille, Marsylia Sędzia: Luke Pearce |
| 1 października 202321:00 CEST (UTC+2) | Pollard 8 (4pd) Libbok 6 (3pd) Fourie 5 (P) Kriel 5 (P) Le Roux 5 (P) Moodie 5 (P) Reinach 5 (P) Smith 5 (P) Van Staden 5 (P) | 49:18(21:8) | Inisi 5 (P) Pellegrini 5 (P) Tameifuna 5 (P) Havili 3 (K) | Stade de Marseille, Marsylia Sędzia: Luke Pearce |

| 7 października 202321:00 CEST (UTC+2) | Irlandia                                                                              | 36:14(26:0) | Szkocja                                  | Stade de France, Saint-Denis Sędzia: Nic Berry |
| 7 października 202321:00 CEST (UTC+2) | Keenan 10 (2P) Sexton 6 (3pd) Henderson 5 (P) Lowe 5 (P) Ringrose 5 (P) Sheehan 5 (P) | 36:14(26:0) | Ashman 5 (P) Price 5 (P) Russell 4 (2pd) | Stade de France, Saint-Denis Sędzia: Nic Berry |
| 7 października 202321:00 CEST (UTC+2) | Smith                                                                                 | 36:14(26:0) |                                          | Stade de France, Saint-Denis Sędzia: Nic Berry |

| 8 października 202317:45 CEST (UTC+2) | Tonga                                                                                             | 45:24(21:17) | Rumunia                                                      | Stade Pierre-Mauroy, Villeneuve-d’Ascq Sędzia: Angus Gardner |
| 8 października 202317:45 CEST (UTC+2) | Havili 25 (5P) Ahki 5 (P) Kata 5 (P) Moala 5 (P) Taumoefolau 5 (P) Taumoepeau 5 (P) Vailanu 5 (P) | 45:24(21:17) | Conache 9 (3pd K) Boboc 5 (P) Simionescu 5 (P) Surugiu 5 (P) | Stade Pierre-Mauroy, Villeneuve-d’Ascq Sędzia: Angus Gardner |
| 8 października 202317:45 CEST (UTC+2) | Fifita                                                                                            | 45:24(21:17) | Conache                                                      | Stade Pierre-Mauroy, Villeneuve-d’Ascq Sędzia: Angus Gardner |

### Grupa C
| 9 września 202318:00 CEST (UTC+2) | Australia                                                  | 35:15(21:3) | Gruzja                                                             | Stade de France, Saint-Denis Widzów: 78 750 Sędzia: Luke Pearce |
| 9 września 202318:00 CEST (UTC+2) | Donaldson 25 (2P 3pd 3K) Nawaqanitawase 5 (P) Petaia 5 (P) | 35:15(21:3) | Gigaszwili 5 (P) Iwaniszwili 5 (P) Matkawa 3 (K) Abżandadze 2 (pd) | Stade de France, Saint-Denis Widzów: 78 750 Sędzia: Luke Pearce |
| 9 września 202318:00 CEST (UTC+2) | Modebadze                                                  | 35:15(21:3) |                                                                    | Stade de France, Saint-Denis Widzów: 78 750 Sędzia: Luke Pearce |

| 10 września 202321:00 CEST (UTC+2) | Walia                                                                  | 32:26(18:14) | Fidżi                                                                                   | Stade de Bordeaux, Bordeaux Widzów: 41 274 Sędzia: Matthew Carley |
| 10 września 202321:00 CEST (UTC+2) | Biggar 12 (3pd 2K) Adams 5 (P) Dee 5 (P) North 5 (P) Rees-Zammit 5 (P) | 32:26(18:14) | Doge 5 (P) Nayacalevu 5 (P) Tagitagivalu 5 (P) Tuisova 5 (P) Lomani 4 (2pd) Tela 2 (pd) | Stade de Bordeaux, Bordeaux Widzów: 41 274 Sędzia: Matthew Carley |
| 10 września 202321:00 CEST (UTC+2) | Domachowski                                                            | 32:26(18:14) | Tagitagivalu                                                                            | Stade de Bordeaux, Bordeaux Widzów: 41 274 Sędzia: Matthew Carley |

| 16 września 202317:45 CEST (UTC+2) | Walia                                                                                     | 28:8(14:3) | Portugalia                  | Stade de Nice, Nicea Widzów: 28 700 Sędzia: Karl Dickson |
| 16 września 202317:45 CEST (UTC+2) | Halfpenny 6 (3pd) Faletau 5 (P) Lake 5 (P) Morgan 5 (P) Rees-Zammit 5 (P) Costelow 2 (pd) | 28:8(14:3) | Martins 5 (P) Marques 3 (K) | Stade de Nice, Nicea Widzów: 28 700 Sędzia: Karl Dickson |
| 16 września 202317:45 CEST (UTC+2) | J. Williams                                                                               | 28:8(14:3) | Pinto                       | Stade de Nice, Nicea Widzów: 28 700 Sędzia: Karl Dickson |

| 17 września 202317:45 CEST (UTC+2) | Australia                                              | 15:22(8:12) | Fidżi                                          | Stade Geoffroy-Guichard, Saint-Étienne Widzów: 41 294 Sędzia: Andrew Brace |
| 17 września 202317:45 CEST (UTC+2) | Donaldson 5 (pd K) Nawaqanitawase 5 (P) Vunivalu 5 (P) | 15:22(8:12) | Kuruvoli 14 (pd 4K) Tuisova 5 (P) Lomani 3 (K) | Stade Geoffroy-Guichard, Saint-Étienne Widzów: 41 294 Sędzia: Andrew Brace |

| 23 września 202314:00 CEST (UTC+2) | Gruzja                                                | 18:18(13:5) | Portugalia                       | Stadium de Toulouse, Tuluza Sędzia: Paul Williams |
| 23 września 202314:00 CEST (UTC+2) | Abżandadze 8 (pd 2K) Tabucadze 5 (P) Zamtaradze 5 (P) | 18:18(13:5) | Storti 10 (2P) Marques 8 (pd 2K) | Stadium de Toulouse, Tuluza Sędzia: Paul Williams |
| 23 września 202314:00 CEST (UTC+2) | Fernandes                                             | 18:18(13:5) |                                  | Stadium de Toulouse, Tuluza Sędzia: Paul Williams |

| 24 września 202321:00 CEST (UTC+2) | Walia                                                                         | 40:6(16:6) | Australia        | OL Stadium, Décines-Charpieu Widzów: 55 296 Sędzia: Wayne Barnes |
| 24 września 202321:00 CEST (UTC+2) | Anscombe 23 (pd dg 6K) Davies 5 (P) Morgan 5 (P) Tompkins 5 (P) Biggar 2 (pd) | 40:6(16:6) | Donaldson 6 (2K) | OL Stadium, Décines-Charpieu Widzów: 55 296 Sędzia: Wayne Barnes |

| 30 września 202317:45 CEST (UTC+2) | Fidżi                                          | 17:12(0:9) | Gruzja                            | Stade de Bordeaux, Bordeaux Sędzia: Karl Dickson |
| 30 września 202317:45 CEST (UTC+2) | Lomani 7 (2pd K) Habosi 5 (P) Nayacalevu 5 (P) | 17:12(0:9) | Matkawa 6 (2K) Niniaszwili 6 (2K) | Stade de Bordeaux, Bordeaux Sędzia: Karl Dickson |
| 30 września 202317:45 CEST (UTC+2) | Radradra · Tuisova                             | 17:12(0:9) |                                   | Stade de Bordeaux, Bordeaux Sędzia: Karl Dickson |

| 1 października 202317:45 CEST (UTC+2) | Australia                                                                                | 34:14(24:7) | Portugalia                                     | Stade Geoffroy-Guichard, Saint-Étienne Sędzia: Nika Amaszukeli |
| 1 października 202317:45 CEST (UTC+2) | Donaldson 9 (3pd K) Arnold 5 (P) Bell 5 (P) Koroibete 5 (P) McReight 5 (P) Porecki 5 (P) | 34:14(24:7) | Bettencourt 5 (P) Simões 5 (P) Marques 4 (2pd) | Stade Geoffroy-Guichard, Saint-Étienne Sędzia: Nika Amaszukeli |
| 1 października 202317:45 CEST (UTC+2) | Faessler · Kerevi                                                                        | 34:14(24:7) | Bettencourt                                    | Stade Geoffroy-Guichard, Saint-Étienne Sędzia: Nika Amaszukeli |

| 7 października 202315:00 CEST (UTC+2) | Walia                                                                            | 43:19(17:7) | Gruzja                                                            | Stade de la Beaujoire, Nantes Sędzia: Mathieu Raynal |
| 7 października 202315:00 CEST (UTC+2) | Rees-Zammit 15 (3P) Costelow 13 (5pd K) Francis 5 (P) North 5 (P) Williams 5 (P) | 43:19(17:7) | Karkadze 5 (P) Niniaszwili 5 (P) Szarikadze 5 (P) Matkawa 4 (2pd) | Stade de la Beaujoire, Nantes Sędzia: Mathieu Raynal |
| 7 października 202315:00 CEST (UTC+2) | Basham                                                                           | 43:19(17:7) | Niniaszwili                                                       | Stade de la Beaujoire, Nantes Sędzia: Mathieu Raynal |

| 8 października 202321:00 CEST (UTC+2) | Fidżi                                     | 23:24(3:3) | Portugalia                                                 | Stadium de Toulouse, Tuluza Sędzia: Luke Pearce |
| 8 października 202321:00 CEST (UTC+2) | Lomani 13 (2pd 3K) Botia 5 (P) Doge 5 (P) | 23:24(3:3) | Marques 9 (3pd K) Fernandes 5 (P) Marta 5 (P) Storti 5 (P) | Stadium de Toulouse, Tuluza Sędzia: Luke Pearce |
| 8 października 202321:00 CEST (UTC+2) | Botia                                     | 23:24(3:3) |                                                            | Stadium de Toulouse, Tuluza Sędzia: Luke Pearce |

### Grupa D
| 9 września 202321:00 CEST (UTC+2) | Anglia           | 27:10(12:3) | Argentyna                     | Stade de Marseille, Marsylia Widzów: 63 118 Sędzia: Mathieu Raynal |
| 9 września 202321:00 CEST (UTC+2) | Ford 27 (3dg 6K) | 27:10(12:3) | Boffelli 5 (pd K) Bruni 5 (P) | Stade de Marseille, Marsylia Widzów: 63 118 Sędzia: Mathieu Raynal |
| 9 września 202321:00 CEST (UTC+2) | Curry            | 27:10(12:3) | S. Carreras                   | Stade de Marseille, Marsylia Widzów: 63 118 Sędzia: Mathieu Raynal |

| 10 września 202313:00 CEST (UTC+2) | Japonia                                                                                    | 42:12(21:7) | Chile                                       | Stadium de Toulouse, Tuluza Sędzia: Nic Berry |
| 10 września 202313:00 CEST (UTC+2) | Matsuda 12 (6pd) Fakatava 10 (2P) Dearns 5 (P) Leitch 5 (P) Naikabula 5 (P) Nakamura 5 (P) | 42:12(21:7) | Escobar 5 (P) Fernández 5 (P) Videla 2 (pd) | Stadium de Toulouse, Tuluza Sędzia: Nic Berry |
| 10 września 202313:00 CEST (UTC+2) | Riley                                                                                      | 42:12(21:7) | Dittus · Sigren                             | Stadium de Toulouse, Tuluza Sędzia: Nic Berry |

| 16 września 202315:00 CEST (UTC+2) | Samoa                                                                                           | 43:10(19:10) | Chile                                      | Stade de Bordeaux, Bordeaux Sędzia: Paul Williams |
| 16 września 202315:00 CEST (UTC+2) | Lealiʻifano 16 (2pd 4K) Malolo 10 (2P) Lee 5 (P) Paiaʻaua 5 (P) Taumateine 5 (P) Sopoaga 2 (pd) | 43:10(19:10) | Dittus 5 (P) Garafulic 3 (K) Videla 2 (pd) | Stade de Bordeaux, Bordeaux Sędzia: Paul Williams |
| 16 września 202315:00 CEST (UTC+2) | Enari · Seuteni                                                                                 | 43:10(19:10) | Escobar · Inostroza                        | Stade de Bordeaux, Bordeaux Sędzia: Paul Williams |

| 17 września 202321:00 CEST (UTC+2) | Anglia                                                                 | 34:12(13:9) | Japonia         | Stade de Nice, Nicea Sędzia: Nika Amaszukeli |
| 17 września 202321:00 CEST (UTC+2) | Ford 14 (4pd 2K) Lawes 5 (P) Ludlam 5 (P) Marchant 5 (P) Steward 5 (P) | 34:12(13:9) | Matsuda 12 (4K) | Stade de Nice, Nicea Sędzia: Nika Amaszukeli |

| 22 września 202317:45 CEST (UTC+2) | Argentyna                           | 19:10(13:3) | Samoa                                        | Stade Geoffroy-Guichard, Saint-Étienne Sędzia: Nic Berry |
| 22 września 202317:45 CEST (UTC+2) | Boffelli 16 (P pd 3K) Sánchez 3 (K) | 19:10(13:3) | Malolo 5 (P) Lealiʻifano 3 (K) Leuila 2 (pd) | Stade Geoffroy-Guichard, Saint-Étienne Sędzia: Nic Berry |
| 22 września 202317:45 CEST (UTC+2) | Paiaʻaua                            | 19:10(13:3) |                                              | Stade Geoffroy-Guichard, Saint-Étienne Sędzia: Nic Berry |

| 23 września 202317:45 CEST (UTC+2) | Anglia                                                                              | 71:0(31:0) | Chile | Stade Pierre-Mauroy, Villeneuve-d’Ascq Widzów: 44 315 Sędzia: Jaco Peyper |
| 23 września 202317:45 CEST (UTC+2) | Arundell 25 (5P) Farrell 16 (8pd) Dan 10 (2P) Smith 10 (2P) Rodd 5 (P) Willis 5 (P) | 71:0(31:0) |       | Stade Pierre-Mauroy, Villeneuve-d’Ascq Widzów: 44 315 Sędzia: Jaco Peyper |
| 23 września 202317:45 CEST (UTC+2) | Dittus                                                                              | 71:0(31:0) |       | Stade Pierre-Mauroy, Villeneuve-d’Ascq Widzów: 44 315 Sędzia: Jaco Peyper |

| 28 września 202321:00 CEST (UTC+2) | Japonia                                                         | 28:22(17:8) | Samoa                                                          | Stadium de Toulouse, Tuluza Sędzia: Jaco Peyper |
| 28 września 202321:00 CEST (UTC+2) | Matsuda 13 (2pd 3K) Himeno 5 (P) Labuschagne 5 (P) Leitch 5 (P) | 28:22(17:8) | Lealiʻifano 9 (P 2pd) S. Lam 5 (P) Paiaʻaua 5 (P) Leuila 3 (K) | Stadium de Toulouse, Tuluza Sędzia: Jaco Peyper |
| 28 września 202321:00 CEST (UTC+2) | Horie                                                           | 28:22(17:8) | Taumateine · B. Lam                                            | Stadium de Toulouse, Tuluza Sędzia: Jaco Peyper |

| 30 września 202315:00 CEST (UTC+2) | Argentyna | 59:5(24:0) | Chile             | Stade de la Beaujoire, Nantes Sędzia: Paul Williams |
| 30 września 202315:00 CEST (UTC+2) | Sánchez 20 (P 6pd K) González 10 (2P) S. Carreras 9 (P 2pd) Bogado 5 (P) Creevy 5 (P) Isgró 5 (P) Ruiz 5 (P) | 59:5(24:0) | Dussaillant 5 (P) | Stade de la Beaujoire, Nantes Sędzia: Paul Williams |
| 30 września 202315:00 CEST (UTC+2) | Isgró | 59:5(24:0) |                   | Stade de la Beaujoire, Nantes Sędzia: Paul Williams |

| 7 października 202317:45 CEST (UTC+2) | Anglia                                     | 18:17(8:14) | Samoa                             | Stade Pierre-Mauroy, Villeneuve-d’Ascq Sędzia: Andrew Brace |
| 7 października 202317:45 CEST (UTC+2) | Farrell 8 (pd 2K) Care 5 (P) Chessum 5 (P) | 18:17(8:14) | Ah-Wong 10 (2P) Sopoaga 7 (2pd K) | Stade Pierre-Mauroy, Villeneuve-d’Ascq Sędzia: Andrew Brace |
| 7 października 202317:45 CEST (UTC+2) | Manu                                       | 18:17(8:14) |                                   | Stade Pierre-Mauroy, Villeneuve-d’Ascq Sędzia: Andrew Brace |

| 8 października 202313:00 CEST (UTC+2) | Japonia                                                                    | 27:39(14:15) | Argentyna                                                                   | Stade de la Beaujoire, Nantes Sędzia: Ben O’Keeffe |
| 8 października 202313:00 CEST (UTC+2) | Matsuda 9 (3pd K) Fakatava 5 (P) Naikabula 5 (P) Saitō 5 (P) Lemeki 3 (dg) | 27:39(14:15) | M. Carreras 15 (3P) Boffelli 14 (P 3pd K) Chocobares 5 (P) Sánchez 5 (pd K) | Stade de la Beaujoire, Nantes Sędzia: Ben O’Keeffe |
| 8 października 202313:00 CEST (UTC+2) | Labuschagne                                                                | 27:39(14:15) |                                                                             | Stade de la Beaujoire, Nantes Sędzia: Ben O’Keeffe |

## Faza pucharowa
W przypadku remisu po pełnym czasie gry w meczach w fazie pucharowej zwycięzca wyłaniany jest kolejno w drodze:
1. rozegranej w pełnym wymiarze dogrywki trwającej dwa razy po 10 minut;
2. kolejnej dogrywki trwającej maksymalnie 10 minut, podczas której obowiązuje tzw. zasada nagłej śmierci;
3. konkursu kopów.

### Drabinka
|  |                      |                   |                      |                      |    |               |                      |                      |                      |                      |                   |       |       |
|  | Ćwierćfinały         | Ćwierćfinały      | Ćwierćfinały         |                      |    | Półfinały     | Półfinały            | Półfinały            |                      |                      | Finał             | Finał | Finał |
|  | Ćwierćfinały         | Ćwierćfinały      | Ćwierćfinały         |                      |    | Półfinały     | Półfinały            | Półfinały            |                      |                      | Finał             | Finał | Finał |
|  | 14 października 2023 |                   |                      |                      |    |               |                      |                      |                      |                      |                   |       |       |
|  |                      |                   |                      |                      |    |               |                      |                      |                      |                      |                   |       |       |
|  | Walia                | Walia             | 17                   |                      |    |               |                      |                      |                      |                      |                   |       |       |
|  | Walia                | Walia             | 17                   | 20 października 2023 |    |               |                      |                      |                      |                      |                   |       |       |
|  | Argentyna            | Argentyna         | 29                   |                      |    |               |                      |                      |                      |                      |                   |       |       |
|  | Argentyna            | Argentyna         | 29                   |                      |    | Argentyna     | Argentyna            | 6                    |                      |                      |                   |       |       |
|  | 14 października 2023 |                   |                      |                      |    | Argentyna     | Argentyna            | 6                    |                      |                      |                   |       |       |
|  |                      |                   | Nowa Zelandia        | Nowa Zelandia        | 44 |               |                      |                      |                      |                      |                   |       |       |
|  | Irlandia             | Irlandia          | Nowa Zelandia        | Nowa Zelandia        | 44 | 24            |                      |                      |                      |                      |                   |       |       |
|  | Irlandia             | Irlandia          |                      |                      |    | 24            | 28 października 2023 |                      |                      |                      |                   |       |       |
|  | Nowa Zelandia        | Nowa Zelandia     | 28                   |                      |    |               |                      |                      |                      |                      |                   |       |       |
|  | Nowa Zelandia        | Nowa Zelandia     | 28                   |                      |    | Nowa Zelandia | Nowa Zelandia        | 11                   |                      |                      |                   |       |       |
|  | 15 października 2023 |                   |                      |                      |    | Nowa Zelandia | Nowa Zelandia        | 11                   |                      |                      |                   |       |       |
|  |                      |                   | Południowa Afryka    | Południowa Afryka    | 12 |               |                      |                      |                      |                      |                   |       |       |
|  | Anglia               | Anglia            | Południowa Afryka    | Południowa Afryka    | 12 | 30            |                      |                      |                      |                      |                   |       |       |
|  | Anglia               | Anglia            | 21 października 2023 |                      |    | 30            |                      |                      |                      |                      |                   |       |       |
|  | Fidżi                | Fidżi             | 24                   |                      |    |               |                      |                      |                      |                      |                   |       |       |
|  | Fidżi                | Fidżi             | 24                   |                      |    | Anglia        | Anglia               | 15                   | Mecz o 3. miejsce    | Mecz o 3. miejsce    | Mecz o 3. miejsce |       |       |
|  | 15 października 2023 |                   |                      |                      |    | Anglia        | Anglia               | 15                   | Mecz o 3. miejsce    | Mecz o 3. miejsce    | Mecz o 3. miejsce |       |       |
|  |                      |                   | Południowa Afryka    | Południowa Afryka    | 16 |               |                      | 27 października 2023 | 27 października 2023 | 27 października 2023 |                   |       |       |
|  | Francja              | Francja           | Południowa Afryka    | Południowa Afryka    | 16 | 28            |                      | 27 października 2023 | 27 października 2023 | 27 października 2023 |                   |       |       |
|  | Francja              | Francja           |                      |                      |    |               |                      | Argentyna            | Argentyna            | 23                   |                   |       |       |
|  | Południowa Afryka    | Południowa Afryka | 29                   |                      |    |               |                      |                      | Argentyna            | 23                   |                   |       |       |
|  | Południowa Afryka    | Południowa Afryka | 29                   |                      |    |               |                      | Anglia               | Anglia               | 26                   |                   |       |       |
|  |                      |                   |                      |                      |    |               |                      |                      | Anglia               | 26                   |                   |       |       |

### Ćwierćfinały
| 14 października 202317:00 CEST (UTC+2) | Walia                              | 17:29(10:6) | Argentyna                                         | Stade de Marseille, Marsylia Sędzia: Jaco Peyper Karl Dickson |
| 14 października 202317:00 CEST (UTC+2) | Biggar 12 (P 2pd K) Williams 5 (P) | 17:29(10:6) | Boffelli 16 (2pd 4K) Sánchez 8 (P K) Sclavi 5 (P) | Stade de Marseille, Marsylia Sędzia: Jaco Peyper Karl Dickson |

| 14 października 202321:00 CEST (UTC+2) | Irlandia                                                           | 24:28(17:18) | Nowa Zelandia                                                                     | Stade de France, Saint-Denis Sędzia: Wayne Barnes |
| 14 października 202321:00 CEST (UTC+2) | Sexton 7 (2pd K) Aki 5 (P) Gibson-Park 5 (P) karne przyłożenie – 7 | 24:28(17:18) | J. Barrett 8 (pd 2K) Fainga‘anuku 5 (P) Jordan 5 (P) Mo‘unga 5 (pd K) Savea 5 (P) | Stade de France, Saint-Denis Sędzia: Wayne Barnes |
| 14 października 202321:00 CEST (UTC+2) | Smith · Taylor                                                     | 24:28(17:18) |                                                                                   | Stade de France, Saint-Denis Sędzia: Wayne Barnes |

| 15 października 202317:00 CEST (UTC+2) | Anglia                                             | 30:24(21:10) | Fidżi                                                                | Stade de Marseille, Marsylia Sędzia: Mathieu Raynal |
| 15 października 202317:00 CEST (UTC+2) | Farrell 20 (pd dg 5K) Marchant 5 (P) Tuilagi 5 (P) | 30:24(21:10) | Botitu 5 (P) Lomani 5 (pd K) Mata 5 (P) Ravai 5 (P) Kuruvoli 4 (2pd) | Stade de Marseille, Marsylia Sędzia: Mathieu Raynal |
| 15 października 202317:00 CEST (UTC+2) | Habosi                                             | 30:24(21:10) |                                                                      | Stade de Marseille, Marsylia Sędzia: Mathieu Raynal |

| 15 października 202321:00 CEST (UTC+2) | Francja                                        | 28:29(22:19) | Południowa Afryka                                                                         | Stade de France, Saint-Denis Sędzia: Ben O’Keeffe |
| 15 października 202321:00 CEST (UTC+2) | Ramos 13 (2pd 3K) Baille 10 (2P) Mauvaka 5 (P) | 28:29(22:19) | Arendse 5 (P) De Allende 5 (P) Etzebeth 5 (P) Kolbe 5 (P) Pollard 5 (pd K) Libbok 4 (2pd) | Stade de France, Saint-Denis Sędzia: Ben O’Keeffe |
| 15 października 202321:00 CEST (UTC+2) | Etzebeth                                       | 28:29(22:19) |                                                                                           | Stade de France, Saint-Denis Sędzia: Ben O’Keeffe |

### Półfinały
| 20 października 202321:00 CEST (UTC+2) | Argentyna       | 6:44(6:20) | Nowa Zelandia                                                                 | Stade de France, Saint-Denis Sędzia: Angus Gardner |
| 20 października 202321:00 CEST (UTC+2) | Boffelli 6 (2K) | 6:44(6:20) | Jordan 15 (3P) Frizell 10 (2P) Moʻunga 9 (3pd K) J. Barrett 5 (P) Smith 5 (P) | Stade de France, Saint-Denis Sędzia: Angus Gardner |
| 20 października 202321:00 CEST (UTC+2) | S. Barrett      | 6:44(6:20) |                                                                               | Stade de France, Saint-Denis Sędzia: Angus Gardner |

| 21 października 202321:00 CEST (UTC+2) | Anglia             | 15:16(12:6) | Południowa Afryka                           | Stade de France, Saint-Denis Sędzia: Ben O’Keeffe |
| 21 października 202321:00 CEST (UTC+2) | Farrell 15 (dg 4K) | 15:16(12:6) | Pollard 8 (pd 2K) Snyman 5 (P) Libbok 3 (K) | Stade de France, Saint-Denis Sędzia: Ben O’Keeffe |

### Mecz o trzecie miejsce
| 27 października 202321:00 CEST (UTC+2) | Argentyna                                                          | 23:26(10:16) | Anglia                                   | Stade de France, Saint-Denis Sędzia: Nic Berry |
| 27 października 202321:00 CEST (UTC+2) | Boffelli 10 (2pd 2K) Cubelli 5 (P) S. Carreras 5 (P) Sánchez 3 (K) | 23:26(10:16) | Farrell 16 (2pd 4K) Dan 5 (P) Earl 5 (P) | Stade de France, Saint-Denis Sędzia: Nic Berry |

### Finał
| 28 października 202321:00 CEST (UTC+2) | Nowa Zelandia                   | 11:12(6:12) | Południowa Afryka | Stade de France, Saint-Denis Sędzia: Wayne Barnes |
| 28 października 202321:00 CEST (UTC+2) | Moʻunga 6 (2K) B. Barrett 5 (P) | 11:12(6:12) | Pollard 12 (4K)   | Stade de France, Saint-Denis Sędzia: Wayne Barnes |
| 28 października 202321:00 CEST (UTC+2) | Frizell · Cane                  | 11:12(6:12) | Kolbe · Kolisi    | Stade de France, Saint-Denis Sędzia: Wayne Barnes |

## Partnerzy

### Światowi Partnerzy
- Société Générale[281]
- Mastercard[282]
- Asahi Group Holdings[283]
- Capgemini[284]
- Land Rover[285]

### Oficjalni Partnerzy
- Gilbert – piłka[286]
- IMG – zarządzanie licencjami[287]
- Tudor – pomiar czasu[288]
- Legends[289]
- Emirates – przewozy lotnicze[290]

### Oficjalni Sponsorzy
- GL events group – organizator wydarzeń[291]
- SNCF – przewoźnik kolejowy[292]
- LOXAM – wynajem sprzętu[293]
- Vivendi – koncern mediowy[294]
- Orange – operator telekomunikacyjny[295]
- TotalEnergies[296]
- GMF – ubezpieczenia[297]
- Host Broadcast Services – główny nadawca[298]
- Sage Group[299]
- France Pare-Brise[300]
- PPA Business School[301]
- Koesio[302]
- Aramis Rugby[303]
- Volvic[304]
- Casino[305]
- Accor Live Limitless[306]
- RATP[307]

### Oficjalni Dostawcy
- PROMAN[308]
- EF Education First[309]
- Hewlett-Packard[310]
- Rugby au Cœur[311]
- Taisho Pharmaceutical[312]
- Eden Park[313]
- Facebook[314]
- Andros[315]
- InVivo[316]
- Balkrishna Industries[317]
- Mitsubishi Electric[318]
- Louis Vuitton[319]
- Macron[320]
- Geodis[321]
- Canon[322]

## Transmisje telewizyjne
- Stany Zjednoczone: NBC[323]
- Wielka Brytania: ITV[324]
- Francja: TF1[325]
- Australia: Stan (część także w Nine)[326]
- Irlandia: RTÉ/Virgin Media[327]
- Włochy: RAI/Sky Italia[328][329]
- Nowa Zelandia: SKY[330]
- Holandia: Ziggo Sport[331]
- Czechy: ČT[332]
- Polska: Polsat Sport[333]
- Kanada: TSN[334]